# Hertnegg
Hertnegg (westallgäuerisch: Herdneg) ist ein Gemeindeteil der Gemeinde Stiefenhofen im bayerisch-schwäbischen Landkreis Lindau (Bodensee).

## Geographie
Die Einöde liegt circa 1,5 Kilometer südwestlich des Hauptorts Stiefenhofen und zählt zur Region Westallgäu.

## Ortsname
Der Ortsname bedeutet hartes Eck bzw. harte Kante und bedeutet Siedlung an der harten Kante / am harten Eck.

## Geschichte
Hertnegg wurde erstmals im Jahr 1227 als „Hardenegge“ mit dem Bau der Burg der Herren von Hertnegg erwähnt. 1769 fand die Vereinödung in Hertnegg mit zwei Teilnehmern statt. 1818 wurden zwei Wohngebäude gezählt.